# Staurocucumis liouvillei
Staurocucumis liouvillei is een zeekomkommer uit de familie Cucumariidae.
De wetenschappelijke naam van de soort werd in 1914 gepubliceerd door Clément Vaney. in 1927 was Ekman de eerste die de soort in het geslacht Staurocucumis plaatste.